# Ryskt lusfrö
Ryskt lusfrö (Corispermum declinatum) är en amarantväxtart som beskrevs av Christian von Steven. Ryskt lusfrö ingår i släktet lusfrön, och familjen amarantväxter. Arten har ej påträffats i Sverige.